# Batalla d'Aduatuca (54 aC)
La batalla d'Aduatuca, anomenada també batalla del Jeker i lluitada el 54 aC, va ser una de les batalles de la Guerra de les Gàl·lies.

## Antecedents
Els primers signes de revolta a la Gàl·lia s'iniciaren a la tardor del 54 aC, quan els carnuts van matar el seu rei Tasgeci. En conèixer la notícia, el procònsol, per por d'un aixecament general carnut va enviar a Luci Munaci Planc amb la seva legió a hibernar en aquesta regió. A la Gàl·lia tot el país estava en caos, i s'hi respirava un aire de rebel·lia, però les altres legions van arribar a les casernes d'hivern i les fortificacions es completaren. Quinze dies després que les legions arribaren a les respectives casernes, va esclatar una revolta de sobte entre els eburons, dirigida per Ambíorix i Catuvolc.
Les tropes romanes foren atacades mentre recollien llenya fora del campament, i el campament romà de Quint Tituri Sabí i Luci Aurunculeu Cotta fou completament envoltat. Considerant que el campament romà era difícil d'atacar i amb grans pèrdues entre els seus, Ambíorix va convèncer els romans a abandonar el campament suggerint-los que s'unissin a la legió més propera a uns vuitanta quilòmetres, assegurant que no interferia en la marxa.

## Batalla
Luci Aurunculeu Cota es volia defensar al camp, però Quint Tituri Sabí considerava la defensa impossible i volia evacuar confiat en el salvoconducte ofert per Ambíorix, i per no trencar la concòrdia, Cota va accedir després d'un acalorat debat entre els dos comandants romans.
L'exèrcit romà va deixar el camp amb gran rapidesa, però quan les tropes es trobaven a la intempèrie a la vora del Jeker, l'exèrcit dels eburons va atacar, acabant amb gairebé una tota la Legió XIV Gemina, cinc cohorts romanes i els seus comandants.

## Conseqüències
Uns pocs supervivents van aconseguir arribar on estava estacionat Tit Labiè i advertir de l'incident. Després d'aquesta victòria, Ambíorix va aconseguir el suport dels atuàtucs, nervis i nombroses nacions més petites com ceutrons, grudis, levacs, pleumoxis i geidumnes, per assetjar el campament de Quint Tul·li Ciceró i la seva legió a l'oppidum de Namur. El setge va durar un parell de setmanes, fins a l'arribada de Juli Cèsar.